# Lepisma
Lepisma és un gènere d'insectes zigentoms de la família Lepismatidae. El membre més conegut és el peixet d'argent (L. saccharina), un freqüent comensal de l'ésser humà en gairebé tot el món.

## Taxonomia
El gènere gramatical del mot Lepisma és neutre però existeix una resolució que permet que les espècies de Lepisma s'escriguin en gènere femení com es el costum generalitzat.
El gènere Lepisma inclou 13 espècies:
- Lepisma albomaculata Uchida, 1943
- Lepisma baetica Molero-Baltanas et al., 1994
- Lepisma bogdanowi Nasonov, 1886
- Lepisma chlorosoma Lucas, 1846
- Lepisma devadasii Sukumar & Livingstone, 1993
- Lepisma elegans Escherich, 1903
- Lepisma indica Escherisch, 1903
- Lepisma intermedia Carpenter, 1916
- Lepisma lucasi Grassi & Revelli, 1889
- Lepisma pfluegeri Wygodzinsky, 1945
- Lepisma saccharina Linnaeus, 1758
- Lepisma sesotho Wygodzinsky, 1955
- Lepisma simulatrix Wygodzinsky, 1955